# 共产党 (塞尔维亚)
共产党是塞尔维亚的一个已不存在的共产主义政党。该党成立于2010年11月28日，由诺维萨德社会民主联盟、兹雷尼亚宁新共产党以及其他具有共产主义倾向的小党合并而成。该党的创始人是前南斯拉夫社会主义联邦共和国总统约瑟普·布罗兹·铁托的孙子约什卡·布罗兹。在2016年塞尔维亚议会选举中，该党参加以塞尔维亚社会党为首的选举联盟，获得1个议会席位。2022年1月23日，该党改组为塞尔维亚左翼。